# Gettin' Over You
Gettin' Over You is een nummer van de Franse dj David Guetta met de Amerikaanse zanger Chris Willis en ook de zang van Fergie en duo LMFAO. Gettin' over you is een remix van het nummer Gettin' over waar alleen David Guetta en Chris Willis op te horen zijn. De remix volgt Memories op als vijfde nummer van Guetta's vierde studioalbum One Love.

## Hitnoteringen

### Nederlandse Top 40
| Hitnotering: 19-06-2010 t/m 17-07-2010 | Hitnotering: 19-06-2010 t/m 17-07-2010 | Hitnotering: 19-06-2010 t/m 17-07-2010 | Hitnotering: 19-06-2010 t/m 17-07-2010 | Hitnotering: 19-06-2010 t/m 17-07-2010 | Hitnotering: 19-06-2010 t/m 17-07-2010 | Hitnotering: 19-06-2010 t/m 17-07-2010 |
| Week:                                  | 1                                      | 2                                      | 3                                      | 4                                      | 5                                      |                                        |
| -------------------------------------- | -------------------------------------- | -------------------------------------- | -------------------------------------- | -------------------------------------- | -------------------------------------- | -------------------------------------- |
| Positie:                               | 35                                     | 26                                     | 21                                     | 30                                     | 36                                     | uit                                    |

### NederlandseSingle Top 100
| Hitnotering: 29-05-2010 t/m 21-08-2010 | Hitnotering: 29-05-2010 t/m 21-08-2010 | Hitnotering: 29-05-2010 t/m 21-08-2010 | Hitnotering: 29-05-2010 t/m 21-08-2010 | Hitnotering: 29-05-2010 t/m 21-08-2010 | Hitnotering: 29-05-2010 t/m 21-08-2010 | Hitnotering: 29-05-2010 t/m 21-08-2010 | Hitnotering: 29-05-2010 t/m 21-08-2010 | Hitnotering: 29-05-2010 t/m 21-08-2010 | Hitnotering: 29-05-2010 t/m 21-08-2010 | Hitnotering: 29-05-2010 t/m 21-08-2010 | Hitnotering: 29-05-2010 t/m 21-08-2010 | Hitnotering: 29-05-2010 t/m 21-08-2010 | Hitnotering: 29-05-2010 t/m 21-08-2010 | Hitnotering: 29-05-2010 t/m 21-08-2010 |
| Week:                                  | 1                                      | 2                                      | 3                                      | 4                                      | 5                                      | 6                                      | 7                                      | 8                                      | 9                                      | 10                                     | 11                                     | 12                                     | 13                                     |                                        |
| -------------------------------------- | -------------------------------------- | -------------------------------------- | -------------------------------------- | -------------------------------------- | -------------------------------------- | -------------------------------------- | -------------------------------------- | -------------------------------------- | -------------------------------------- | -------------------------------------- | -------------------------------------- | -------------------------------------- | -------------------------------------- | -------------------------------------- |
| Positie:                               | 51                                     | 47                                     | 31                                     | 39                                     | 44                                     | 49                                     | 67                                     | 57                                     | 59                                     | 67                                     | 53                                     | 62                                     | 86                                     | uit                                    |

### VlaamseUltratop 50
| Hitnotering: (Week 1 t/m 4) 24-04-2010 t/m 15-05-2010 Hitnotering: (Week 5 t/m 19) 29-05-2010 t/m 04-09-2010 | Hitnotering: (Week 1 t/m 4) 24-04-2010 t/m 15-05-2010 Hitnotering: (Week 5 t/m 19) 29-05-2010 t/m 04-09-2010 | Hitnotering: (Week 1 t/m 4) 24-04-2010 t/m 15-05-2010 Hitnotering: (Week 5 t/m 19) 29-05-2010 t/m 04-09-2010 | Hitnotering: (Week 1 t/m 4) 24-04-2010 t/m 15-05-2010 Hitnotering: (Week 5 t/m 19) 29-05-2010 t/m 04-09-2010 | Hitnotering: (Week 1 t/m 4) 24-04-2010 t/m 15-05-2010 Hitnotering: (Week 5 t/m 19) 29-05-2010 t/m 04-09-2010 | Hitnotering: (Week 1 t/m 4) 24-04-2010 t/m 15-05-2010 Hitnotering: (Week 5 t/m 19) 29-05-2010 t/m 04-09-2010 | Hitnotering: (Week 1 t/m 4) 24-04-2010 t/m 15-05-2010 Hitnotering: (Week 5 t/m 19) 29-05-2010 t/m 04-09-2010 | Hitnotering: (Week 1 t/m 4) 24-04-2010 t/m 15-05-2010 Hitnotering: (Week 5 t/m 19) 29-05-2010 t/m 04-09-2010 | Hitnotering: (Week 1 t/m 4) 24-04-2010 t/m 15-05-2010 Hitnotering: (Week 5 t/m 19) 29-05-2010 t/m 04-09-2010 | Hitnotering: (Week 1 t/m 4) 24-04-2010 t/m 15-05-2010 Hitnotering: (Week 5 t/m 19) 29-05-2010 t/m 04-09-2010 | Hitnotering: (Week 1 t/m 4) 24-04-2010 t/m 15-05-2010 Hitnotering: (Week 5 t/m 19) 29-05-2010 t/m 04-09-2010 | Hitnotering: (Week 1 t/m 4) 24-04-2010 t/m 15-05-2010 Hitnotering: (Week 5 t/m 19) 29-05-2010 t/m 04-09-2010 | Hitnotering: (Week 1 t/m 4) 24-04-2010 t/m 15-05-2010 Hitnotering: (Week 5 t/m 19) 29-05-2010 t/m 04-09-2010 | Hitnotering: (Week 1 t/m 4) 24-04-2010 t/m 15-05-2010 Hitnotering: (Week 5 t/m 19) 29-05-2010 t/m 04-09-2010 | Hitnotering: (Week 1 t/m 4) 24-04-2010 t/m 15-05-2010 Hitnotering: (Week 5 t/m 19) 29-05-2010 t/m 04-09-2010 | Hitnotering: (Week 1 t/m 4) 24-04-2010 t/m 15-05-2010 Hitnotering: (Week 5 t/m 19) 29-05-2010 t/m 04-09-2010 | Hitnotering: (Week 1 t/m 4) 24-04-2010 t/m 15-05-2010 Hitnotering: (Week 5 t/m 19) 29-05-2010 t/m 04-09-2010 | Hitnotering: (Week 1 t/m 4) 24-04-2010 t/m 15-05-2010 Hitnotering: (Week 5 t/m 19) 29-05-2010 t/m 04-09-2010 | Hitnotering: (Week 1 t/m 4) 24-04-2010 t/m 15-05-2010 Hitnotering: (Week 5 t/m 19) 29-05-2010 t/m 04-09-2010 | Hitnotering: (Week 1 t/m 4) 24-04-2010 t/m 15-05-2010 Hitnotering: (Week 5 t/m 19) 29-05-2010 t/m 04-09-2010 | Hitnotering: (Week 1 t/m 4) 24-04-2010 t/m 15-05-2010 Hitnotering: (Week 5 t/m 19) 29-05-2010 t/m 04-09-2010 | Hitnotering: (Week 1 t/m 4) 24-04-2010 t/m 15-05-2010 Hitnotering: (Week 5 t/m 19) 29-05-2010 t/m 04-09-2010 |
| Week: | 1 | 2 | 3 | 4 | | 5 | 6 | 7 | 8 | 9 | 10 | 11 | 12 | 13 | 14 | 15 | 16 | 17 | 18 | 19 | |
| --- | --- | --- | --- | --- | --- | --- | --- | --- | --- | --- | --- | --- | --- | --- | --- | --- | --- | --- | --- | --- | --- |
| Positie: | 29 | 19 | 24 | 32 | uit | 47 | 44 | 20 | 18 | 25 | 25 | 23 | 25 | 28 | 23 | 21 | 21 | 27 | 35 | 37 | uit |